# Comuna de Sławatycze
Sławatycze (polaco: Gmina Sławatycze) é uma gmina (comuna) na Polónia, na voivodia de Lublin e no condado de Bialski.
De acordo com os censos de 2004, a comuna tem 2608 habitantes, com uma densidade 36,4 hab/km².

## Área
Estende-se por uma área de 71,71 km², incluindo:
- área agricola: 83%
- área florestal: 8%

## Demografia
Dados de 30 de Junho 2004:
|                      | Total   | Total | Mulheres | Mulheres | Homens  | Homens |
| -------------------- | ------- | ----- | -------- | -------- | ------- | ------ |
|                      | pessoas | %     | pessoas  | %        | pessoas | %      |
| População            | 2608    | 100   | 1326     | 50,8     | 1282    | 49,2   |
| Densidade (pop./km²) | 36,4    | 100   | 18,5     | 18,5     | 17,9    | 17,9   |

De acordo com dados de 2002, o rendimento médio per capita ascendia a 1481,8 zł.

## Subdivisões
- Jabłeczna, Krzywowólka, Krzywowólka-Kolonia, Liszna, Mościce Dolne, Nowosiółki, Parośla-Pniski, Sajówka, Sławatycze, Sławatycze-Kolonia, Terebiski, Zańków.

## Comunas vizinhas
- Hanna, Kodeń, Comuna de Tuczna.